# Prietrž
Prietrž (maďarsky Nagypetrős) je obec v okrese Senica v Trnavském kraji na západním Slovensku ležící v údolí řeky Myjava. V obci s rozlohou 2469 hektarů žije 753 obyvatel. První písemná zmínka o obci pochází z roku 1262.

## Přírodní poměry
Tok Myjavy a přilehlé břehové porosty jsou chráněny jako přírodní památka Rieka Myjava.

## Pamětihodnosti
- Evangelický kostel z let 1906 – 1907, stojící na místě původního artikulárního kostela. Autorem stavby je architekt Milan Michal Harminc.

## Osobnosti
V letech 1805–1815 byl správcem katolické fary v Prietrži i kněz a spisovatel Jozef Ignác Bajza.